# Joseph Wright (filolog)
Joseph Wright, född den 31 oktober 1855 i Thackley, död den 27 februari 1930, var en engelsk språkforskare.
Wright, som var professor i jämförande filologi vid Oxfords universitet sedan 1891, kan räknas som den, vilken införde studiet av de kontinentalgermanska fornspråken i Oxford. Han utgav läro- och läseböcker i gotiska, forn- och medelhögtyska, liksom en värdefull Old english grammar (1908, 2:a upplagan 1914) och Comparative grammar of the greek language (1912). Men hans betydelsefullaste verksamhet låg inom de levande engelska dialekternas område, framför allt som utgivare av det stora English dialect dictionary (6 volymer av tillsammans 5 030 dubbelspaltiga sidor i stor 4:o, 1896-1905). Efter sexton års förberedande arbeten, till vilka professor Walter William Skeat i Oxford tagit initiativet och vid vilka en stor mängd intresserade personer medverkat, övertog Wright 1889 uppdraget att utarbeta och utge ordboken. Han fann snart, att det insamlade materialet inte var tillräckligt, utan krävde både utvidgning och kontroll. Ånyo utsändes cirkulär i tusental, och antalet frivilliga medhjälpare steg till mer än sexhundra. Lokalkommittéer bildades i olika delar av landet, och i nästan vartenda grevskap lyckades man vinna lämpliga personer till att besvara frågor - mer än tiotusen sådana utskickades av redaktionen - och komplettera samlingarna. 
Ordbokens grundval bildade de åttio av English dialect society publicerade dialektglossaren; men utom dessa lästes och excerperades mer än 3 000 tryckta böcker: dialektordböcker samt böcker och skrifter av olika slag (från och med sista fjärdedelen av 1600-talet) helt eller delvis avfattade på folkmål eller innehållande flera eller färre dialektord; härtill kom omkring 340 otryckta ordsamlingar, som tillsändes redaktionen och inkorporerats i ordboken. Prins Lucien Bonapartes stora samlingar ställdes också till redaktionens förfogande. Dialektarkivet innehöll inemot 2 miljoner ordlappar. Ingen möda sparades för att erhålla noggranna upplysningar om spel och lekar, seder och bruk, skrock och dylikt, som var eller inom nyare tid hade varit gängse bland folket i olika landsändar. Inom nio år förelåg hela det stora verket färdigtryckt, ett prov på utomordentlig organisationsförmåga och arbetsenergi hos ledaren och hans stab av kvinnliga assistenter, bland vilka främst stod hans hustru. Sjätte bandet avslutades av Wright med en kortfattad English dialect grammar, huvudsakligen ljudlära, baserad både på de under arbetets fortgång vunna resultaten och på de dialektgrammatikor av vetenskapligt värde, som tidigare utgivits: James Murrays "Dialect of the southern counties of Scotland" (1873), Frederick Thomas Elworthys "Dialect of West Somerset" (1877), Alexander Ellis Part V av hans "Early english pronunciation" (1889), Joseph Wrights "Dialect of Windmill" (Northumberland; 1892), John Kjederqvists "Dialect of Pewsey" (Wiltshire; 1902). "English dialect grammar" finns även separat, tryckt i vanligt bokformat 8:0. 
Att ett material, samlat och upptecknat till stor del av dialektamatörer utan vetenskaplig skolning, inte kan även med omsorgsfull behandling bearbetas till en ordbok, som i varje hänseende tillfredsställer den moderna dialektforskningens fordringar, är tydligt. Men detta förringar inte i någon mån Wrights förtjänst. Det var ett storverk han utförde, ett storverk av så mycket högre vikt och värde, som det gjordes så gott som i sista stunden, då det ännu var möjligt att utföra. I England, liksom i andra västeuropeiska länder, var de äkta folkdialekterna redan i utdöende, delvis försvunna, särskilt i bygderna kring de många stora städerna och industricentra, dels under den ökade samfärdselns inflytande störda och förvanskade genom inblandning av främmande dialektelement och skriftspråksformer. Den engelska språkvetenskapen och kulturhistorien såväl som den germanska språkforskningen i allmänhet står därför i stor tacksamhetsskuld till Wright. Hela det väldiga verket trycktes och utgavs på hans egen risk; hans egen förmögenhet offrades i första rummet, 1899 beviljade regeringen ett litet årligt statsbidrag (200 pund sterling), subskribenternas antal uppgick enligt den i 6:e bandet tryckta förteckningen till omkring 1 000. Wrights "English dialect dictionary" omfattar såväl England som Irland, Skottland, Hebriderna, Orkney- och Shetlandsöarna. Det stod på sin tid ensamt i sitt slag på den dialektala lexikografins område. Inget annat land i världen kunde uppvisa en närmelsevis så omfångs- och innehållsrik ordbok över hela landets alla folkmål i avslutat skick.